# Igeragozás és igehasználat a román nyelvben
Ez a szócikk a román igéről szól, a hagyományos nyelvtan szempontjából. Vázlatos történeti áttekintést ad az igealakok kifejlődéséről a latin nyelvből, fő vonalaiban összehasonlítja ezeket a többi újlatin nyelv igealakjaival, az igealakok főbb funkcióit mutatja be, és részletezi a román igeragozást.
Morfológiai típusát tekintve a román nagyobb mértékben flektáló nyelv, mint a többi újlatin nyelv, azaz ragokkal (külső flexió) és tőhangváltással (belső flexió) fejezi ki az nyelvtani kategóriákat úgy, hogy gyakran egyazon rag több kategóriát kifejező morféma. A román igére olyan kategóriák jellemzők, mint az igenem, az igemód, az igeidő, a szám (egyes szám és többes szám), a személy és a nem (hímnem, nőnem és semlegesnem), ez utóbbi csak a melléknévi igenév esetében. A tőhangváltások sokkal gyakoribbak, mint a többi újlatin nyelvben, és gyakran toldalék és tőhangváltás együtt fejez ki alaktani kategóriát.

## Igemódok, igenevek és igeidők

### Igemódok(moduri personale/predicative)

#### Kijelentő mód(modul indicativ)
A kijelentő mód jelen idő (prezentul indicativ), akárcsak a magyar nyelvben, általában a beszéd pillanatában való történés igealakja.
A román nyelvben nem csak egy alakja van a múlt időnek, mint a mai magyarban, hanem négy.
A folyamatos múlt (imperfectul) a latin imperfectum leszármazottja, úgy alakja, mint funkciói szempontjából. A többi újlatin nyelvben is megvan. Elsősorban múltbeli állapotot vagy olyan cselekvést fejez ki, amely folyamatban volt, amikor egy másik cselekvés közbejött. Példa: În timp ce mânca a sunat telefonul ’Miközben evett, megszólalt a telefon’. Olyan cselekvést is kifejez, amelyet az alany ismételten végzett a múltban: Se certau mereu ’Folyton veszekedtek’. A beszélt nyelvben a folyamatos múlt időt a feltételes-óhajtó mód múlt ideje helyett is használják: Dacă știam, veneam și eu ’Ha tudtam volna, én is eljöttem volna’. Valamikor a magyar nyelvben is volt ennek megfelelő igeidő. Ezek szerint a román aștepta igét a magyar ’vár vala’ alakkal lehetett lefordítani.
Az egyszerű múlt (perfectul simplu) a latin perfectum-ból származik, de funkciója részben különbözik ettől. Csak az irodalmi nyelvben használatos, elbeszélő szövegekben, ahol a múltban befejezett cselekvést fejez ki: Unde ai fost? întrebă el ’Hol voltál, kérdezte (ő)’. A régi magyar elbeszélő múltnak felel meg, pl. vára.
Az összetett múlt (perfectul compus) a többi újlatin nyelvvel közös újítás a latin igerendszerhez képest. Ez is a múltban befejezett cselekvést fejez ki. A beszélt nyelvben ezt használják az egyszerű múlt helyett, de az irodalmi nyelvben is kiszorítani látszik az egyszerű múltat. A magyarban a múlt időnek felel meg akkor, amikor ez befejezett igeszemléletet fejez ki: M-am plimbat în parc ’A parkban sétáltam’.
A régmúlt (mai mult ca perfectul) is megvolt a latin nyelvben (plusquamperfectum). A többi újlatin nyelvben is megvan, de összetett (segédigés) alakként, miközben a románban egyszerű alak, bár nem ugyanaz a szuffixum a jele, mint a latinban. Olyan cselekvést fejez ki, amely egy másik múlt cselekvés előtt zajlott le: Terminasem de scris când ai venit tu ’Már befejeztem az írást, amikor megjöttél’. A régi magyar nyelvben is volt régmúlt idő: várt vala.
A jövő idő (viitorul) alakjai két kategóriához tartoznak:
Egyszerűen viitor-nak neveznek három összetett alakot, amelyek a beszéd pillanatához viszonyítva az ezután bekövetkezendő történést fejezik ki:
- az irodalmi nyelvben használt alak: Mâine voi sta acasă ’Holnap otthon fogok maradni’;
- a fenti ige alakjai a beszélt nyelvben: am să stau vagy o să stau.

Az előidejű jövő (viitorul anterior) a beszéd pillanata után, de más jövőbeli cselekvés előtt bekövetkezendő cselekvést fejez ki, de csak az irodalmi nyelvben fordul elő, ott is mára elavult, miközben például a francia nyelvben nagyon is élő. Példa: Îți va da raportul după ce îl va fi terminat ’Majd átadja neked a jelentést, miután befejezte’.

#### Felszólító mód(modul imperativ)
A román felszólító mód részben a latin imperativus utóda, és csak második személyű alakjai vannak, tehát csak ebben a személyben felel meg a magyar parancsoló és tiltó funkciójú felszólító módnak. A románban is kifejezhet parancsot (Ieși! ’Menj ki!’), tiltást (Nu pleca! ’Ne menj el!’), kérelmet (Nu mă uita! ’Ne felejts el!’), tanácsot (Îmbracă-te elegant! ’Öltözz fel elegánsan!’), figyelmeztetést (Nu te bizui pe spusele ei ’Ne bízzál abban, amit mond’) stb.

#### Kötőmód(modul conjunctiv)
A román kötőmód használata általában a magyar felszólító mód a fentieken kívüli használatainak felel meg, de olykor a magyar feltételes mód, máskor a főnévi igenév használatainak.
Jelen idejét (prezentul conjunctiv) főleg mellékmondatban használják. Amikor ennek alanya más, mint a főmondaté, gyakrabban a magyar felszólító módnak felel meg (A sugerat să vorbim despre altceva ’Azt javasolta, hogy beszéljünk másról’), ritkábban pedig a főnévi igenévnek: Lasă-mă să stau aici! ’Engedj itt maradni!’ Amikor a mellékcselekvés alanya azonos a főcselekvésével, akkor is a kötőmód többnyire a főnévi igenévnek felel meg (Vreau să mănânc ’Enni akarok’), de előfordul a magyar feltételes móddal való megfelelése is: Mereu vorbește fără să se gândească ’Mindig anélkül beszél, hogy meggondolná’.
Főmondatban a kötőmód jelen idő többnyire a magyar felszólító módnak, olykor pedig a feltételes módnak felel meg. Harmadik személyben kifejezhet harmadik személynek szóló utasítást (Să plece imediat! ’Azonnal menjen el!’) vagy óhajt (Numai să vină și ei! ’Bárcsak eljönnének ők is!’); többes szám első személyben buzdítást (Să mergem!); egyes szám első személyben például dilemmát (Să mai stau? ’Maradjak még?’); második személyben jókívánságot: Să-ți fie de bine! ’Váljék egészségedre!’. Ebben a személyben helyettesítheti a román felszólító módot: Să-mi aduci un pahar cu apă! = Adu-mi un pahar cu apă! ’Hozzál nekem egy pohár vizet!’
A kötőmódnak múlt ideje is van (perfectul conjunctiv), melyet elég ritkán használnak. Mellékmondatban kifejezhet valós, a főmondat cselekvéséhez viszonyítva előidejű cselekvést (A plecat fără să ne fi dat de știre ’Anélkül ment el, hogy tudatta volna velünk’), vagy bizonytalanságot múltbeli cselekvéssel kapcsolatban: Eu nu cred ca el să se fi rătăcit ’Én nem hiszem, hogy eltévedett volna’. A vele szerkesztett feltételes mellékmondat szintaktikai szinonimája lehet a feltételes mód múlt idejével szerkesztett mondatnak: Să nu fi luat cu noi merinde, muream de foame = Dacă n-am fi luat cu noi merinde, muream de foame ’Ha nem vittünk volna magunkkal elemózsiát, éhen haltunk volna’. Főmondatban jelezheti például az alany sajnálatát arra vonatkozóan, hogy nem tett meg valamit: Să fi rămas acasă ’Maradtam volna inkább otthon’.

#### Feltételes-óhajtó mód(modul condițional-optativ)
Ez az igemód a magyar feltételes módnak felel meg úgy főmondatban, mint a feltételes mellékmondatban. Használata a feltételes mellékmondat állítmányaként megkülönbözteti a román nyelvet a nyugati újlatin nyelvektől, melyekben más igealakokat használnak (például a franciában a folyamatos múltat és a régmúltat). Ennek az igemódnak a román elnevezése pontosítja, hogy főmondatban óhajt is kifejezhet.
- Példák jelen időben (prezentul condițional-optativ): Aș veni și eu ’Eljönnék én is’; Parcă ar fi musafir ’Mintha vendég lenne’;[15] Chiar de-ar veni, nu mi-ar fi de folos ’Ha el is jönne, nem lenne hasznomra’.[16]
- A feltételes-óhajtó mód múlt ideje (perfectul condițional-optativ) is legtöbbször megfelel a magyar igealaknak: Aș fi vrut să te rog ceva ’Meg szerettelek volna kérni valamire’;[17] Dacă aș fi știut, v-aș fi spus ’Ha tudtam volna, megmondtam volna nektek’.[18] Mellékmondatban olyan cselekvést is kifejez, amely megvalósultságában a beszélő nem biztos: Am auzit că ar fi absolvit facultatea ’Azt hallottam, hogy befejezte az egyetemet’.[19]

#### Feltételező mód(modul prezumtiv)
Ez az igemód sajátos újítása a román nyelvnek a többi újlatin nyelvvel szemben, azaz a feltételezett, gyanított, bizonytalan cselekvést alaktanilag jellegzetes módon fejezi ki, bár a kötőmódnak és a feltételes módnak is van ilyen funkciója. Időalakjai:
- jelen idő: Mâine o fi plecând vreun avion? ’Vajon holnap indul repülő?’;
- múlt idő: O fi știut el ceva ’Tudhatott ő valamit’.

### Igenevek(moduri nepersonale/nepredicative)

#### Főnévi igenév(modul infinitiv)
Ennek az igenévnek a jelen ideje (prezentul infinitiv) a latin infinitivus-ból származik. Ez az ige szótári alakja, melynek funkciója a cselekvés megnevezése. Többnyire jelzőként használatos: Plăcerea de a asculta muzică este inegalabilă ’Zenét hallgatni összehasonlíthatatlan élvezet’. Annak ellenére, hogy elvileg nem lehet állítmány, helyettesítheti a felszólító módot általános alany esetében: A se scutura înainte de întrebuințare ’Használat előtt felrázandó’. Olykor a mellékmondatbeli kötőmódot helyettesíti, ha alanya azonos a főmondatéval: A intrat pentru a vedea filmul = A intrat ca să vadă filmul ’Azért ment be, hogy lássa a filmet’.
Ezt az alakot „rövid főnévi igenévnek” is nevezik, mert elmaradt belőle a latin -re végződés. De megmaradt az ún. „hosszú főnévi igenév” is, amely tulajdonképpeni főnév. Megnevezheti a cselekvést vagy a cselekvés eredményét, pl. iubire ’szeretés, szeretet, szerelem’.
A főnévi igenév múlt ideje (perfectul infinitiv) ritkán fordul elő, a választékos nyelvi regiszterben. Mellékmondatban más módok múlt ideje helyettesítésére használják egyes esetekben: Faptul de a nu fi declarat adevărul l-a pus într-o lumină proastă = Faptul că nu a declarat ... ’Az a tény, hogy nem nyilatkozta az igazat, rossz fényt vetett rá’.

#### Határozói igenév(modul gerunziu)
A román határozói igenév a latin gerundium-ból származik, és megvan a többi újlatin nyelvben is. Más, valamelyik igemódban álló igének alárendelt, ennek cselekvésével egyidejű cselekvést kifejező igealak. Alanya többnyire azonos az alaptagjáéval, és akkor megfelelhet a magyar határozói igenévnek, de nem mindig: Ostașii merg cântând un marș ’A katonák indulót énekelve masíroznak’, Plecând, ne-a făcut cu mâna ’Amikor elment, intett nekünk’, Uite cum zâmbește citind scrisoarea de la el ’Nézd, hogy mosolyog, miközben a tőle kapott levelet olvassa’.
A román határozói igenév cselekvője különbözhet is az alaptagjáétól: L-am găsit lucrând ’Amikor rátaláltam, dolgozott’. Amikor az alaptag érzékelést fejez ki, előfordul, hogy csak a kommunikációs helyzetből tűnik ki, hogy ki is a határozói igenév cselekvője. Például ha a Te-am văzut ieșind din clădire mondat elszigetelt, nem lehet tudni, hogy jelentése ’Akkor láttalak, amikor kiléptél az épületből’, vagy az-e, hogy ’Akkor láttalak, amikor kiléptem az épületből’.

#### Melléknévi igenév(modul participiu)
A román melléknévi igenév alakja a latin participium passivi perfecti (múltidejű szenvedő melléknévi igenév) alakjából származik, de a román grammatikákban egyszerűen participiu-nak nevezik, mert nincs meg a jelen idejű melléknévi igenév is. Tisztán igei funkciója van a cselekvő igék összetett múlt időalakjaiban (am cântat ’énekeltem’, aș fi cântat ’énekeltem volna’), igei és melléknévi szerepe van a szenvedő igék esetében (Conferința este organizată de UNESCO ’A konferenciát az UNESCO rendezi’, szó szerint ’… az UNESCO által van megrendezve’), és csupán melléknévi funkciója van jelzőként (carte citită ’elolvasott könyv’) vagy névszói állítmány névszói részeként: Femeia aceea este cam limitată ’Az a nő kissé korlátolt’.

#### Modul supin
Ez az igenév megvolt a latin nyelvben (lásd Supinum), de az újlatin nyelvek grammatikái közül csak a románé tartja számon külön igenévként, bár nem azonos az alakja a latinbelivel. Többféle magyar megfelelője van: E greu de crezut că ea vorbește chineza ’Nehéz elhinni, hogy beszél kínaiul’; Am de lucrat mult ’Sokat kell dolgoznom’; Aici e de câștigat un premiu ’Itt díj nyerhető el’, De înțeles, înțeleg românește, dar nu vorbesc ’Érteni értek románul, de nem beszélek’, mașină de spălat ’mosógép’, o greșeală de neiertat ’megbocsáthatatlan hiba’, Multe sunt de făcut ’Sok a tennivaló’.

## Igenemek
Hagyományosan, a többi újlatin nyelvhez hasonlóan, a román nyelv grammatikái három igenemet tartanak számon, a cselekvőt, a szenvedőt és a visszahatót. Ezt teszi például Cojocaru 2003, de olyan nyelvészek is vannak, például Avram 1997, Bărbuță 2000 vagy Forăscu 2002, akik szerint csak cselekvő és szenvedő igenem van, valamint cselekvő, illetve szenvedő jelentésű visszaható névmással használt igék.
A cselekvő igenem (diateza activă) úgy alakul, mint a latinban és a többi újlatin nyelvben: Eu am cumpărat cartea ’Én vettem meg a könyvet’.
A szenvedő igenem (diateza pasivă) alakja nem azonos a latinbelivel, de szerkezete ugyanolyan, mint a többi újlatin nyelvben (a fi létige + melléknévi igenév). Van meghatározott cselekvő nélkül hansznált szenvedő ige (Aici au fost contruite două blocuri ’Itt két tömbház lett felépítve’), és meghatározott cselekvővel használt: Cartea a fost cumpărată de mine ’Én vettem meg a könyvet’ (szó szerint: ’A könyv általam lett megvéve’).
A román visszaható ige (verb reflexiv) megfelelhet a magyar visszaható igének (V-ați spălat? ’Mosakodtatok?’), a maga névmással használt igének (De ce s-a gătit aşa? ’Miért csinosította így ki magát?’), és az egymás névmással használtnak is: Am impresia că nu ne-am spus tot ’Az az érzésem, hogy nem mondtunk el mindent egymásnak’. Az ilyen igék használhatók visszaható névmás nélkül is, és szenvedő igenembe is tehetők. Ilyeneken kívül vannak olyan igék is, amelyek csak visszaható névmással használhatók, de nem tekinthetőek visszaható igeneműeknek, pl. Nu mă tem de nimeni! ’Nem félek senkitől!’ Visszaható névmással használt igének szenvedő jelentése is lehet, de csak meghatározott cselekvő nélkül, pl. Aici s-au construit două blocuri ’Itt két tömbház lett felépítve’. Az általános és a meghatározatlan alany cselekvését is a visszaható ige egyes szám harmadik személyével fejezik ki: Inscripția se vede de departe ’A felirat messzíről látszik’.

## Igeragozás
A román igéket hagyományosan négy ragozási csoportba osztják, amelyek már a latin nyelvben is megvoltak. Ezeket a főnévi igenév végződése alapján határozzák meg, amely a latin eredetű igék esetében a -re előtti magánhangzóból származik.
- I. igeragozás: a cânta < latin cantáre ’énekelni’;
- II. igeragozás: a vedea < lat. vidére ’látni’ (hangsúlyos -e- a -re előtt);
- III. igeragozás: a bate < lat. báttere ’verni’ (hangsúlytalan -e- a -re előtt);
- IV. igeragozás: a dormi < lat. dormíre ’aludni’. Ebbe az igeragozásba sorolták a többnyire szláv eredetű -î-re végződő igéket is (például a coborî ’lemenni, leszállni’).

Az alábbi ragozási modellek a legszabályosabb igék közé tartoznak, azaz minimális számban fordulnak elő bennük tőhangváltások.

### Cselekvő igenem

#### Kijelentő mód

##### Jelen idő
Akárcsak a többi újlatin nyelv esetében, ez az igeidő jelentése és személyes alakjai szempontjából a latin megfelelőjének egyenes leszármazottja, a két nyelv közötti hangtani fejlődéseket figyelembe véve (például latin canto > román cânt ’énekelek’). Ragozási modellek:
| I. igeragozás -a végződésű főnévi igenév | I. igeragozás -a végződésű főnévi igenév | II. igeragozás -ea végződésű főnévi igenév a părea | III. igeragozás -e végződésű főnévi igenév a începe | IV. igeragozás             | IV. igeragozás             | IV. igeragozás             | IV. igeragozás             |
| -ez nélküli a aduna                      | -ez-es a lucra                           | II. igeragozás -ea végződésű főnévi igenév a părea | III. igeragozás -e végződésű főnévi igenév a începe | -i végződésű főnévi igenév | -i végződésű főnévi igenév | -î végződésű főnévi igenév | -î végződésű főnévi igenév |
| -ez nélküli a aduna                      | -ez-es a lucra                           | II. igeragozás -ea végződésű főnévi igenév a părea | III. igeragozás -e végződésű főnévi igenév a începe | -esc nélküli a sorbi       | -esc-es a iubi             | -ăsc nélküli a coborî      | -ăsc-es a hotărî           |
| ---------------------------------------- | ---------------------------------------- | -------------------------------------------------- | --------------------------------------------------- | -------------------------- | -------------------------- | -------------------------- | -------------------------- |
| adun ’gyűjtök’                           | lucrez ’dolgozom’                        | par ’tűnök’                                        | încep ’kezdek’                                      | sorb ’szürcsölök’          | iubesc ’szeretek’          | cobor ’lemegyek’           | hotărăsc ’határozok’       |
| aduni                                    | lucrezi                                  | pari                                               | începi                                              | sorbi                      | iubești                    | cobori                     | hotărăști                  |
| adună                                    | lucrează                                 | pare                                               | începe                                              | soarbe                     | iubește                    | coboară                    | hotărăște                  |
| adunăm                                   | lucrăm                                   | părem                                              | începem                                             | sorbim                     | iubim                      | coborâm                    | hotărâm                    |
| adunați                                  | lucrați                                  | păreți                                             | începeți                                            | sorbiți                    | iubiți                     | coborâți                   | hotărâți                   |
| adună                                    | lucrează                                 | par                                                | încep                                               | sorb                       | iubesc                     | coboară                    | hotărăsc                   |

Megjegyzések:
1. A többes szám 2. személyű alak nemcsak a többes számú tegezésé, hanem a magyar magázásnak és önözésnek megfelelő megszólításáé is, úgy egyes számban, mint többesben. Ez esetben az ige elé, a személy nyomatékosítása céljából a dumneavoastră (Ön, Önök) névmást teszik.
2. Az I. igeragozási csoportban egyes igék esetében az igető és a személyrag (félkövér dőltekkel szedve) közé az -ez/-eaz- szuffixum ékelődik be (aláhúzva).
3. A IV. csoportban is vannak szuffixumos igék. Itt ez a toldalék -esc/-eșt, az -i végződésű főnévi igenévvel bíró igék esetében, és -ăsc/-ășt az -î végződésűekében.
4. A IV. csoport -i végződésű főnévi igeneves és szuffixum nélküli igék esetében homofónia nélküli homográfia esete áll fenn, ugyanis a főnévi igenevüket és az 1-es szám 2. személyű alakjukat egyformán írják, de különbözően ejtik: [sor'bi] (főnévi igenév hangsúllyal az utolsó szótagon és [i] magánhangzóval) vs. [sorbj] (1-es szám 2. személy egy szótagban és alig észlelhetőnek vagy suttogottnak nevezett [j]-vel).
5. Az alany személyét kifejezi a személyrag. Akárcsak a magyar nyelvben, az alanyi funkciót betöltő személyes névmásokat csak akkor használják, ha nyomatékosítani akarják a személyt.
6. Akárcsak a névszók esetében, az igeragozás is számos hangváltással jár. A fenti példákban: a – ă, e – ea, o – oa, sc – șt.
7. Ha a toldalék mássalhangzóval kezdődik, az igető és a toldalék közé kötőhangzó kerül: adunăm, adunați, părem, sorbiți, coborâm.

##### Múlt idő
Folyamatos múlt
Alakjai a latin imperfectum alakjaiból származnak (cantabam > cântam ’énekeltem’):
| I. igeragozás | II. igeragozás | III. igeragozás | IV. igeragozás             | IV. igeragozás             |
| I. igeragozás | II. igeragozás | III. igeragozás | -i végződésű főnévi igenév | -î végződésű főnévi igenév |
| ------------- | -------------- | --------------- | -------------------------- | -------------------------- |
| adunam        | păream         | începeam        | iubeam                     | coboram                    |
| adunai        | păreai         | începeai        | iubeai                     | coborai                    |
| aduna         | părea          | începea         | iubea                      | cobora                     |
| adunam        | păream         | începeam        | iubeam                     | coboram                    |
| adunați       | păreați        | începeați       | iubeați                    | coborați                   |
| adunau        | păreau         | începeau        | iubeau                     | coborau                    |

Megjegyzés: A személyragot az -a- szuffixum előzi meg az I. igeragozásban és a IV. igeragozású -î-re végződő főnévi igenevű igék esetében, és az -ea- szuffixum az összes többi ige esetében.
Egyszerű múlt
Ennek az időnek a személyes alakjai a latin perfectum utódai (cantavi > cântai ’(el)énekeltem’):
| I. igeragozás | II. igeragozás | III. igeragozás | III. igeragozás  | IV. igeragozás             | IV. igeragozás             |
| I. igeragozás | II. igeragozás | -u- szuffixumos | -se- szuffixumos | -i végződésű főnévi igenév | -î végződésű főnévi igenév |
| ------------- | -------------- | --------------- | ---------------- | -------------------------- | -------------------------- |
| adunai        | părui          | începui         | zisei ’mondtam’  | sorbi                      | coborâi                    |
| adunași       | păruși         | începuși        | ziseși           | sorbiși                    | coborâși                   |
| adună         | păru           | începu          | zise             | sorbi                      | coborî                     |
| adunarăm      | părurăm        | începurăm       | ziserăm          | sorbirăm                   | coborârăm                  |
| adunarăți     | părurăți       | începurăți      | ziserăți         | sorbirăți                  | coborârăți                 |
| adunară       | părură         | începură        | ziseră           | sorbiră                    | coborâră                   |

Megjegyzések:
1. Az egyszerű múlt időben minden igeragozási csoportnak van egy jellegzetes szuffixuma a személyragok előtt: az I. és a IV. igeragozásban ez a főnévi igenév végződése: -a- az I. ragozásban, -i- vagy -â-/-î- a IV.-ben. A II. igeragozás szuffixuma -u-. A III. igeragozás két csoportra oszlik ebből a szempontból: -u- szuffixumos és -se- szuffixumos. Az I. igeragozásban az -a- szuffixum 1-es szám 3. személyben, nem palatális mássalhangzó vagy u után -ă-ra vált (adună ’gyűjtött’), palatális mássalhangzó és i után pedig -e-re (tăie ’vágott’).
2. A többes számnak is van egy jele, a -ră- szuffixum (aláhúzott félkövérrel).
3. Az egyes szám harmadik személy ragja ∅. Mivel az a aduna típusú igék szuffixuma ebben a személyben -ă-, ez azt okozza, hogy ez az alak összetéveszthető a kijelentő mód jelen idő 1-es szám 3. személy alakjával, de csak írásban, mert egyszerű múltban a hangsúly az utolsó szótagra esik, jelen időben pedig az utolsó előttire: [a'dunə] (jelen idő) vs. [adu'nə] (egyszerű múlt idő).

Összetett múlt
Összetevői az a avea ’birtokolni’ ige kijelentő mód jelen idejének lerövidült alakjai és a lexikai (fogalmi) jelentésű ige melléknévi igenevének egyes szám hímnemű alakja. (Ez utóbbiról lásd lentebb Melléknévi igenév.) A kései latin nyelv egyik igei körülírásából jött létre: habeo caballu(m) comparatu(m) (szó szerint: ’van egy megvett lovam’) > am cumpărat un cal ’vettem egy lovat’. A románban nincsenek segédigeként a létigével ragozott igék, mint a francia és az olasz nyelvben.
| I. igeragozás | II. igeragozás | III. igeragozás | III. igeragozás | IV. igeragozás             | IV. igeragozás             |
| I. igeragozás | II. igeragozás | -u- szuffixumos | -s- szuffixumos | -i végződésű főnévi igenév | -î végződésű főnévi igenév |
| ------------- | -------------- | --------------- | --------------- | -------------------------- | -------------------------- |
| am adunat     | am părut       | am început      | am zis          | am iubit                   | am coborât                 |
| ai adunat     | ai părut       | ai început      | ai zis          | ai iubit                   | ai coborât                 |
| a adunat      | a părut        | a început       | a zis           | a iubit                    | a coborât                  |
| am adunat     | am părut       | am început      | am zis          | am iubit                   | am coborât                 |
| ați adunat    | ați părut      | ați început     | ați zis         | ați iubit                  | ați coborât                |
| au adunat     | au părut       | au început      | au zis          | au iubit                   | au coborât                 |

Régmúlt
Ez nem összetett idő, mint a többi újlatin nyelvben, hanem egyszerű, mint a latinban, de nem ugyanaz a jele, hanem a -se- szuffixum, amelyhez az egyszerű múlt végződéseit adják hozzá. Például az adunasem ’gyűjtöttem’ alak a következőképen alakul: adun (igető) + -a- (az egyszerű múlt jele) + -se- (a régmúlt jele) + -m (személyrag). Mivel a III. igeragozású igék második csoportjának jele egyszerű múlt időben is -se-, egy ilyen ige alakja, például, zisesem ’mondtam’.

##### Jövő idő
A többi újlatin nyelvben ez eleinte összetett alak volt, de az idő folyamán egyszerű lett. A román nyelvben a tulajdonképpeni (csak a beszéd pillanatához viszonyított) jövő időnek három alakja van:
Az egyiket inkább a választékos nyelvi regiszterben használják. Az a vrea ’akarni’ segédigévé szakosodott kijelentő mód jelen idejének alakjaiból és a lexikai jelentésű ige főnévi igenevéből tevődik össze:
voi aduna ’gyűjteni fogok/fogom’
vei aduna
va aduna
vom aduna
veți aduna
vor aduna
A beszélt nyelvben a jövő idő egyik alakjának szerkezetét az a avea szokásos (nem rövid) kijelentő mód jelen idő alakjai + a kötőmód jelen idő alakjai (lásd lentebb) adják:
am să par ’(vmilyennek) tűnni fogok’
ai să pari
are să pară
avem să părem
aveți să păreți
au să pară
Ennek 3. személyű alakjait elég ritkán használják, és a többes szám 1. és 2. személyét még ritkábban, de van egy egyszerűbb beszélt jövő időalak is, amelynek segédigéje a változatlan o. Ennek minden személyes alakja egyaránt gyakori:
o să încep ’kezdeni fogok/fogom’
o să începi
o să înceapă
o să începem
o să începeți
o să înceapă
Az előidejű jövő az a fi létige választékos regiszterben használt jövő idejéből és a lexikai jelentésű ige melléknévi igenevéből képződik:
voi fi adunat
vei fi adunat
va fi adunat
vom fi adunat
veți fi adunat
vor fi adunat
Előidejű jövő időben az a vrea segédigének van még egy, kevésbé használt változata : oi, ăi, o, om, ăți, or.

#### Kötőmód

##### Jelen idő
Alakja csaknem azonos a kijelentő mód jelen idő alakjával. Jellegzetessége a morfémájaként szakosodott să kötőszó minden személyben, és az egyes és többes szám 3. személy ragja, amely változást okoz a szuffixumokban is, azon igék esetében, amelyeknek van szuffixumuk kijelentő mód jelen időben.
| I. igeragozás            | I. igeragozás               | II. igeragozás        | III. igeragozás           | IV. igeragozás               | IV. igeragozás               | IV. igeragozás              | IV. igeragozás                 |
| -ez nélküli              | -ez-es                      | II. igeragozás        | III. igeragozás           | -i végződésű főnévi igenév   | -i végződésű főnévi igenév   | -î végződésű főnévi igenév  | -î végződésű főnévi igenév     |
| -ez nélküli              | -ez-es                      | II. igeragozás        | III. igeragozás           | -esc nélküli                 | -esc-es                      | -ăsc nélküli                | -ăsc-es                        |
| ------------------------ | --------------------------- | --------------------- | ------------------------- | ---------------------------- | ---------------------------- | --------------------------- | ------------------------------ |
| să adune ’hogy gyűjtsön’ | să lucreze ’hogy dolgozzon’ | să pară ’hogy tűnjön’ | să înceapă ’hogy kezdjen’ | să soarbă ’hogy szürcsöljön’ | să iubească ’hogy szeressen’ | să coboare ’hogy menjen le’ | să hotărască ’hogy határozzon’ |

##### Múlt idő
Egyetlen alakja van mindkét számban és minden személyben. Az alany személye a kontextusból tűnik ki. Szerkezete: să + fi (a létige főnévi igeneve) + egyes szám hímnem alakú melléknévi igenév. Példák: Să fi cumpărat niște fructe măcar! ’Legalább gyümölcsöt vettél volna!’, Nu-mi amintesc să fi spus așa ’Nem emlékszem, hogy így mondtam volna’.

#### Feltételes-óhajtó mód

##### Jelen idő
Ez a többi újlatin nyelvben is meglévő újítás. Ezekben eleinte összetett alak volt, a lexikai jelentésű ige főnévi igeneve + a ’birtokol’-nak megfelelő segédige folyamatos múltja szerkezettel, majd egyszerűvé vált úgy, hogy a segédigéből személyrag lett. A románban összetett alak maradt. Szerkezete segédige + főnévi igenév:
aș aduna ’gyűjtenék/gyűjteném’
ai aduna
ar aduna
am aduna
ați aduna
ar aduna

##### Múlt idő
Alakja a létige feltételes mód jelen idejéből és a lexikai jelentésű ige melléknévi igenevéből tevődik össze:
aș fi adunat ’gyűjtöttem volna’
ai fi adunat
ar fi adunat
am fi adunat
ați fi adunat
ar fi adunat

#### Feltételező mód

##### Jelen idő
Ez is összetett igealak, melynek két változata van. Az egyik az a fi létige az a vrea segédigével alakított jövő idejű alakjaiból, és a lexikai jelentésű ige határozói igenevéből alakul:
voi fi adunând ’talán gyűjtök/gyűjtöm’
vei fi adunând
va fi adunând
vom fi adunând
veți fi adunând
vor fi adunând
A másik változata gyakoribb. Ebben az a vrea segédige rövidebb alakja használatos:
oi fi adunând
ăi fi adunând
o fi adunând
om fi adunând
ăți fi adunând
or fi adunând

##### Múlt idő
Ennek alakja ugyanazzal a segédigével képződik, mint a jelen idő alakja, de a második eleme a lexikai jelentésű ige melléknévi igeneve. Homonimája a kijelentő mód előidejű jövőjének:
voi/oi fi adunat ’talán gyűjtöttem’
vei/ăi fi adunat
va/o fi adunat
vom/om fi adunat
veți/ăți fi adunat
vor/or fi adunat

#### Felszólító mód
Ez az egyetlen mód, amelyikben ragozási különbségek vannak a tagadó és az állító alak között.
Egyes számban egyes igék állító alakja a kijelentő mód jelen idő 1-es szám 3. személyével, másoké a kijelentő mód jelen idő 1-es szám 2. személyével azonos. Az utóbbiak a II. és a III. ragozási csoporthoz, valamint a IV. csoport -i végződésű főnévi igeneves -esc szuffixum nélküli igék alcsoportjához tartozó tárgyatlan igék (példák az alábbi táblázat utolsó sorában):
| I. igeragozás     | I. igeragozás        | II. igeragozás    | III. igeragozás | IV. igeragozás             | IV. igeragozás             | IV. igeragozás             | IV. igeragozás             |
| -ez nélküli       | -ez-es               | II. igeragozás    | III. igeragozás | -i végződésű főnévi igenév | -i végződésű főnévi igenév | -î végződésű főnévi igenév | -î végződésű főnévi igenév |
| -ez nélküli       | -ez-es               | II. igeragozás    | III. igeragozás | -esc nélküli               | -esc-es                    | -ăsc nélküli               | -ăsc-es                    |
| ----------------- | -------------------- | ----------------- | --------------- | -------------------------- | -------------------------- | -------------------------- | -------------------------- |
| cântă! ’énekelj!’ | lucrează! ’dolgozz!’ | bea! ’igyál!’     | cere! ’kérj!’   | oferă! ’kínálj!’           | oprește! ’állj le!’        | coboară! ’menj le!’        | hotărăște! ’határozz!’     |
|                   |                      | taci! ’hallgass!’ | mergi! ’menj!’  | fugi! ’fuss!’              |                            |                            |                            |

Egyes számban minden ige tagadó alakja az a szócska nélküli főnévi igenév alakjával azonos:
| nu cânta! | nu lucra! | nu bea!   | nu cere!  | nu oferi! | nu opri! | nu coborî! | nu hotărî! |
|           |           | nu tăcea! | nu merge! | nu fugi!  |          |            |            |

Többes számban minden ige azonos alakú felszólító módban és kijelentő mód jelen időben, úgy állító, mint tagadó alakban:
| (nu) cântați! | (nu) lucrați! | (nu) beți!   | (nu) cereți!  | (nu) oferiți! | (nu) opriți! | (nu) coborâți! | (nu) hotărâți! |
|               |               | (nu) tăceți! | (nu) mergeți! | (nu) fugiți!  |              |                |                |

#### Főnévi igenév

##### Jelen idő
Alaktani sajátossága a latin és a többi újlatin nyelv főnévi igenevéhez képest az, hogy majdnem mindig az eléje tett elöljárószóból származó a szócskával használják, mely ennek az igenévnek egyik morfémája lett (példák fentebb, az Igeragozás szakasz elején).

##### Múlt idő
A létige jelen idejű főnévi igenevéből és a lexikai jelentésű ige melléknévi igenevéből alakul: Faptul de a nu fi declarat adevărul l-a pus într-o lumină proastă ’Az a tény, hogy nem nyilatkozta az igazat, rossz fényt vetett rá’.

#### Határozói igenév
Ez az igealak a latin gerundium-ból származik: cantandum > cântând ’énekelve’. Az igetőhöz hozzáadott -ând vagy -ind szuffixummal képződik:
- I. igeragozás: adunând ’gyűjtve’;
- II. igeragozás: părând ’tűnve’;
- III. igeragozás: începând ’kezdve’;
- IV. igeragozás: sorbind ’szürcsölve’, coborând ’leszállva’.

Tagadó alakja nem külön szóval, hanem prefixummal képződik: neadunând ’nem gyűjtve’.

#### Melléknévi igenév
Eredete a latin participium passivi perfecti-ben (múltidejű szenvedő melléknévi igenév) található (cantatus, -a, -i, -æ > cântat, -tă, -ți, -te ’elénekelt, -ek’). Ennek az igenévnek a jele a -t szuffixum, kivéve a III. ragozású egyszerű múltban -se- szuffixumos igéket, amelyek melléknévi igenevének jele -s. Ez egybeolvad a -se- szuffixummal, miközben a -t az egyszerű múlt jeléhez adódik hozzá.
- I. igeragozás: adunat, -tă, -ți, -te ’gyűjtött, -ek;
- II. igeragozás: părut, -tă, -ți, -te ’tűnt, -ek’;
- III. igeragozás: început, -tă, -ți, -te ’elkezdett, -ek’;

zis, -să, -și, -se ’(meg)mondott, (el)mondott, -ak’;
- IV. igeragozás: iubit, -tă, -ți, -te ’szeretett, -ek’;

coborât, -tă, -ți, -te ’leszállt, -ak’.
Ennek az igenévnek a tagadó alakja is a ne- prefixummal képzett: neiubit ’szeretetlen’.

#### Supin
Ennek az igenévnek a szerkezete általában elöljárószó (legtöbbször de) + változatlan (egyes szám hímnemű) melléknévi igenév: S-a plictisit de așteptat ’Megunta a várakozást’. Egyes igék bővítményeként elöljárószó nélkül kell használni: Trebuie făcut ’Meg kell csinálni/tenni’.

### Szenvedő igenem
Ezt az a fi ragozott alakjai és a lexikai jelentésű ige melléknévi igeneve alkotják, mely nemben és számban egyezik az alannyal. Példa:
- Kijelentő mód

jelen idő: sunt lăudat, -ă ’dicsérnek’
folyamatos múlt idő: eram, lăudat, -ă ’dicsértek’
egyszerű múlt idő: fusei lăudat, -ă ’megdicsértek’
összetett múlt idő: am fost lăudat, -ă ’megdicsértek’
régmúlt idő: 'fusesem, lăudat, -ă ’megdicsértek’
jövő idő: voi fi / am să fiu / o să fiu lăudat, -ă ’dicsérni fognak’
előidejű jövő idő: voi fi fost lăudat, -ă ’dicsérni fognak’
- Kötőmód

jelen idő: să fiu lăudat, -ă ’hogy dicsérjenek’
múlt idő: să fi fost lăudat, -ă ’hogy dicsértek volna’
- Feltételes-óhajtó mód

jelen idő: aș fi lăudat, -ă ’dicsérnének’
múlt idő:  aș fi fost lăudat, -ă ’dicsértek volna’
- Feltételező mód

jelen idő: voi / oi fi fiind lăudat, -ă ’talán dicsérnek’
múlt idő: voi / oi fi fost lăudat, -ă ’talán dicsértek’
- Felszólító mód:

felszólítás: fii lăudat, -ă! ’dicsérjenek (téged)!’ (szó szerint ’légy dicsért!’)
tiltás: nu fi lăudat, -ă! ’ne dicsérjenek!’
- Főnévi igenév:

jelen idő: a fi lăudat, -tă, -ți, -te ’dicsértnek lenni’
múlt idő: a fi fost lăudat, -tă, -ți, -te ’dicsértnek lenni’
- Határozói igenév: fiind lăudat, -ă ’dicsért lévén’
- Melléknévi igenév: lăudat, -tă, -ți, -te ’dicsért, -ek’
- Supin: (de) lăudat ’dicsérni való, dicsérendő’

Megjegyzések:
- Egyes igealakokat ritkán használnak szenvedő igék esetében, mint például a felszólító módot, főleg tiltásként.
- Megfelelő kontextus nélkül össze lehet téveszteni a feltételes mód jelen idejét szenvedő ragozásban a feltételes mód múlt idejével cselekvő ragozásban, kivéve ha a melléknévi igenév nincs egyes szám hímnemben, mivel pl. aș fi lăudat azt is jelentheti, hogy ’dicsérnének’ (szó szerint ’dicsért lennék’), és azt is, hogy ’dicsértem volna’.
- A szenvedő igét össze lehet téveszteni a cselekvő létigével alkotott névszói állítmánnyal, ha ennek névszói része melléknévként használt melléknévi igenév (a fost hotărât, -tă ’el lett határozva’ vagy ’határozott volt’): Data alegerilor a fost hotărâtă (de parlament) (szenvedő ige) ’A választások időpontja el lett határozva (a parlament által)’ vs. Atitudinea lui a fost hotărâtă (névszói állítmány) ’Attitűdje határozott volt’.

### Visszaható alakú ige
A visszaható alakú igét a tárgyesetű vagy a részes esetű visszaható névmásokkal társítják.
Példa a tárgyesetű visszaható névmásokkal (főnévi igenév a se revolta ’lázadozni, fellázadni’):
| Kijelentő mód jelen idő | Felszólító mód | Felszólító mód   | Határozói igenév |
| Kijelentő mód jelen idő | Felszólítás    | Tiltás           | Határozói igenév |
| ----------------------- | -------------- | ---------------- | ---------------- |
| mă revolt               |                |                  | revoltându-mă    |
| te revolți              | revoltă-te!    | nu te revolta!   | revoltându-te    |
| se revoltă              |                |                  | revoltându-se    |
| ne revoltăm             |                |                  | revoltându-ne    |
| vă revoltați            | revoltați-vă!  | nu vă revoltați! | revoltându-vă    |
| se revoltă              |                |                  | revoltându-se    |

Példa a részes esetű visszaható névmásokkal (főnévi igenév a-și aminti ’emlékezni’):
| Kijelentő mód jelen idő | Felszólító mód | Felszólító mód  | Határozói igenév |
| Kijelentő mód jelen idő | Felszólítás    | Tiltás          | Határozói igenév |
| ----------------------- | -------------- | --------------- | ---------------- |
| îmi amintesc            |                |                 | amintindu-mi     |
| îți amintești           | amintește-ți!  | nu-ți aminti!   | amintindu-ți     |
| își amintește           |                |                 | amintindu-și     |
| ne amintim              |                |                 | amintindu-ne     |
| vă amintiți             | amintiți-vă!   | nu vă amintiți! | amintindu-vă     |
| își amintesc            |                |                 | amintindu-și     |

Megjegyzés: A legtöbb igealakban a visszaható névmás az ige elé kerül, de a felszólító mód felszólító alakjában és a határozói igenév esetében az ige mögé. Ez utóbbi és a névmás között kötőhang is van: -u-.

### Rendhagyó igék egyszerű alakjai
A román nyelvben viszonylag sok többé-kevésbé rendhagyó ige van. Rendellenességeik az igető és a toldalékok részleges variációitól a szuppletivizmusig mennek. Néhány példa:

#### A filétige
- Kijelentő mód

jelen idő: sunt, ești, e(ste), suntem, sunteți, sunt
folyamatos múlt idő: eram, erai, era, eram, erați, erau
egyszerű múlt idő: fu(se)i, fu(se)și, fu(se), fu(se)răm, fu(se)răți, fu(se)ră
régmúlt idő: fusesem, fuseseși, fusese, fuseserăm, fuseserăți, fuseseră
- Kötőmód jelen idő: să fiu, să fii, să fie, să fim, să fiți, să fie
- Felszólító mód

felszólítás: fii!, fiți!
tiltás: nu fi!, nu fiți!
- Határozói igenév: fiind
- Melléknévi igenév: fost, fostă, foști, foste

#### A avea’bírni, birtokolni’
- Kijelentő mód

jelen idő: am, ai, are, avem, aveți, au
folyamatos múlt idő: aveam, aveai, avea, aveam, aveați, aveau
egyszerű múlt idő: avu(se)i, avu(se)și, avu(se), avu(se)răm, avu(se)răți, avu(se)ră
régmúlt idő: avusesem, avuseseși, avusese, avuseserăm, avuseserăți, avuseseră
- Kötőmód jelen idő: să am, să ai, să aibă, să avem, să aveți, să aibă
- Felszólító mód

felszólítás: ai!, aveți!
tiltás: nu avea!, nu aveți!
- Határozói igenév: având:
- Melléknévi igenév: avut, -tă, -ți, -te:

#### A vrea’akarni’
- Kijelentő mód

jelen idő: vreau, vrei, vrea, vrem, vreți, vor
folyamatos múlt idő: voiam, voiai, voia, voiam, voiați, voiau
egyszerű múlt idő: vrui, vruși, vru, vrurăm, vrurăți, vrură
régmúlt idő: vrusem, vruseși, vruse, vruseserăm, vruseserăți, vruseseră
- Kötőmód jelen idő: să vreau, să vrei, să vrea, să vrem, să vreți, să vrea
- Határozói igenév: vrând
- Melléknévi igenév: vrut, -tă, -ți, -te

#### A bea’inni’
- Kijelentő mód

jelen idő: beau, bei, bea, bem, beți, beau
folyamatos múlt idő: beam, beai, bea, beam, beați, beau
egyszerű múlt idő: băui, băuși, bău, băurăm, băurăți, băură
régmúlt idő: băusem, băuseși, băuse, băuserăm, băuserăți, băuseră
- Kötőmód jelen idő: să beau, să bei, să bea, să bem, să beți, să bea
- Felszólító mód

felszólítás: bea!, beți!
tiltás: nu bea!, nu beți!
- Határozói igenév: bând
- Melléknévi igenév: băut, -tă, -ți, -te

#### A da’adni’
- Kijelentő mód

jelen idő: dau, dai, dă, dăm, dați, dau
folyamatos múlt idő: dădeam, dădeai, dădea, dădeam, dădeați, dădeau
egyszerű múlt idő: dădui, dăduși, dădu, dădurăm, dădurăți, dădură
régmúlt idő: dădusem, dăduseși, dăduse, dăduserăm, dăduserăți, dăduseră
- Kötőmód jelen idő: să dau, să dai, să dea, să dăm, să dați, să dea
- Felszólító mód

felszólítás: dă!, dați!
tiltás: nu da!, nu dați!
- Határozói igenév: dând
- Melléknévi igenév: dat, -tă, -ți, -te

#### A lua’(el)venni, elvinni’
- Kijelentő mód

jelen idő: iau, iei, ia, luăm, luați, iau
folyamatos múlt idő: luam, luai, lua, luam, luați, luau
egyszerű múlt idő: luai, luași, luă, luarăm, luarăți, luară
régmúlt idő: luasem, luaseși, luase, luaserăm, luaserăți, luaseră
- Kötőmód jelen idő: să iau, să iei, să ia, să luăm, să luați, să ia
- Felszólító mód

felszólítás: ia!, luați!
tiltás: nu lua!, nu luați!
- Határozói igenév: luând
- Melléknévi igenév: luat, -tă, -ți, -te

#### A mânca’enni’
- Kijelentő mód

jelen idő: mănânc, mănânci, mănâncă, mâncăm, mâncați, mănâncă
folyamatos múlt idő: mâncam, mâncai, mânca, mâncam, mâncați, mâncau
egyszerű múlt idő: mâncai, mâncași, mâncă, mâncarăm, mâncarăți, mâncară
régmúlt idő: mâncasem, mâncaseși, mâncase, mâncaserăm, mâncaserăți, mâncaseră
- Kötőmód jelen idő: să mănânc, să mănânci, să mănânce, să mâncăm, să mâncați, să mănânce
- Felszólító mód

felszólítás: mănâncă!, mâncați!
tiltás: nu mânca!, nu mâncați!
- Határozói igenév: mâncând
- Melléknévi igenév: mâncat, -tă, -ți, -te